# Collin Gillespie
Collin Gillespie (Filadélfia, 25 de junho de 1999) é um jogador norte-americano de basquete profissional que atualmente joga no Denver Nuggets da National Basketball Association (NBA) e no Grand Rapids Gold da G-League.
Ele jogou basquete universitário pela Universidade Villanova e foi campeão do Torneio da NCAA em 2018.

## Carreira no ensino médio
Gillespie estudou na Archbishop Wood Catholic High School, onde foi treinado por John Mosco. Ele não teve nenhuma oferta de bolsa de estudos na Divisão I da NCAA em seu último ano, mas recebeu ofertas de Rider, Hofstra e Villanova após um grande jogo em um torneio. Em seu último ano, ele liderou a equipe para um título estadual com média de 24,1 pontos e foi nomeado Jogador do Ano da Filadélfia pelo Philadelphia Daily News. Em 14 de abril de 2017, ele assinou uma carta de intenções com Villanova.

## Carreira universitária

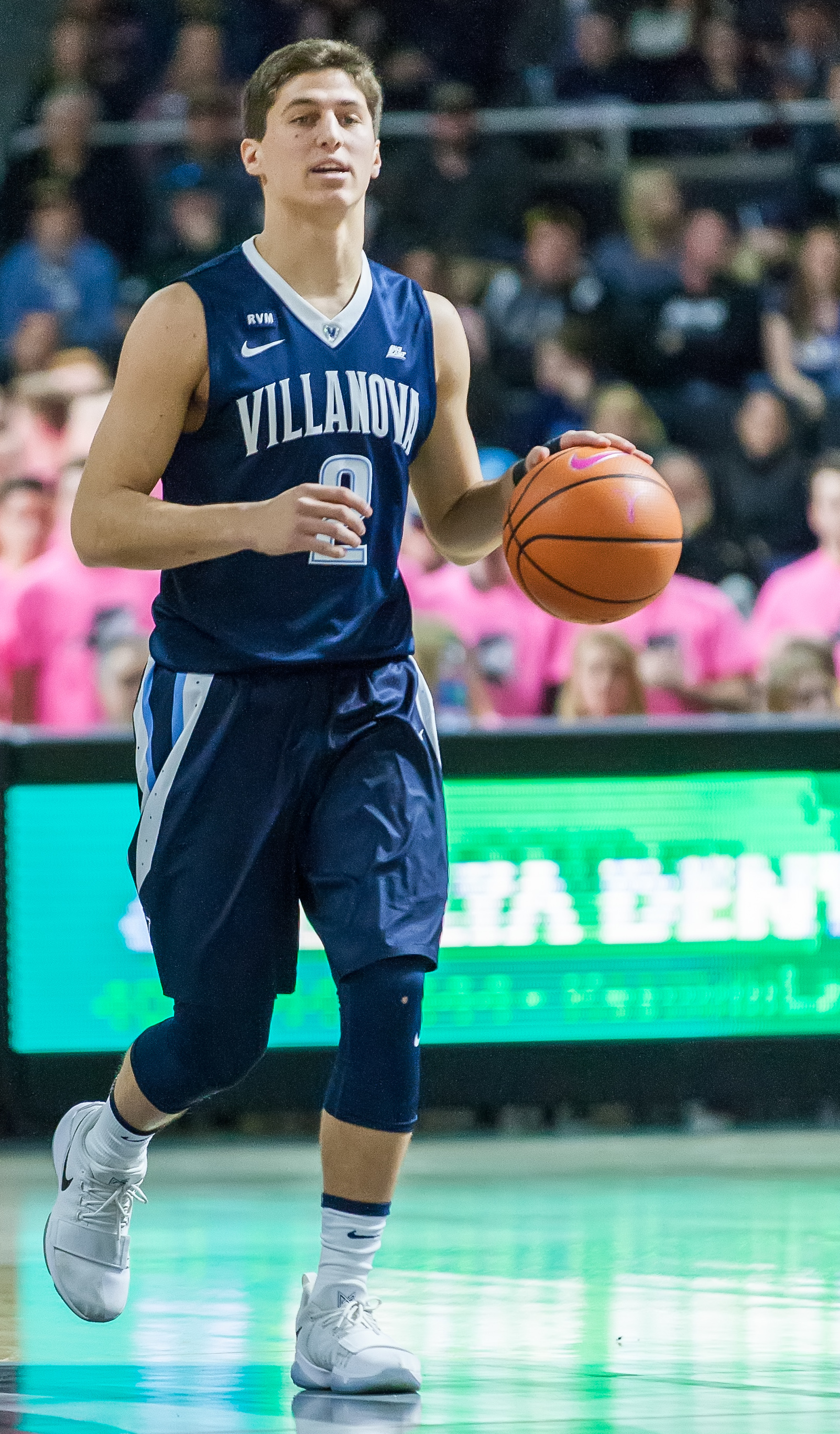
Gillespie em 2018

Gillespie se matriculou na Universidade Villanova no outono de 2017 e não queria jogar em seu primeiro ano, mas o técnico Jay Wright decidiu não fazer isso porque Gillespie "estava jogando acima de sua idade". Logo entrando na rotação, Gillespie marcou dois dígitos em seu segundo jogo universitário, mas também teve que aprender a se ajustar à rapidez do jogo universitário. Ele teve que perder mais de um mês em dezembro e janeiro devido a uma fratura no osso da mão esquerda sofrida em um treino. Na primeira rodada do Torneio da NCAA, Gillespie marcou nove pontos na vitória contra Radford. Ele teve quatro pontos e cinco rebotes na vitória na final do Torneio da NCAA por 79-62 sobre Michigan. Nessa temporada, ele teve média de 4,3 pontos em 14,4 minutos.
Em 3 de fevereiro de 2019, Gillespie marcou 30 pontos, o recorde da temporada, na vitória por 77-65 contra Georgetown. Em 9 de março, ele fez 22 pontos na derrota por 79-75 para Seton Hall. Em seu segundo ano, Gillespie teve média de 10,9 pontos.
Entrando em sua terceira temporada, Gillespie quebrou o nariz e foi forçado a usar uma máscara por vários jogos. Ele registrou 27 pontos e seis assistências na derrota por 87-78 para Baylor na final do Myrtle Beach Classic. Em 28 de janeiro de 2020, Gillespie teve seu primeiro duplo-duplo com 17 pontos e 13 rebotes, o recorde de sua carreira, na vitória por 79-59 sobre St. John. No final da temporada regular, ele foi selecionado para a Segunda-Equipe da Big East após ter médias de 15,1 pontos, 4,5 assistências e 1,2 roubos de bola.
Em sua quarta temporada, Gillespie rasgou seu LCM durante uma vitória por 72-60 sobre Creighton em 3 de março de 2021, encerrando sua temporada. No final da temporada regular, Gillespie foi nomeado o Co-Jogador do Ano da Big East ao lado do seu companheiro de equipe, Jeremiah Robinson-Earl, e Sandro Mamukelashvili de Seton Hall. Nessa temporada, ele teve médias de 14 pontos e 4,6 assistências. Gillespie decidiu aproveitar a temporada adicional de elegibilidade concedida pela NCAA devido à pandemia de COVID-19.

## Carreira profissional

### Denver Nuggets (2022–Presente)
Depois de não ter sido selecionado no draft da NBA de 2022, Gillespie assinou um contrato de mão dupla com o Denver Nuggets. Em sua estreia na Summer League, Gillespie registrou 11 pontos, seis rebotes e quatro assistências na derrota por 78-85 para o Minnesota Timberwolves. Em quatro jogos da Summer League, ele teve médias de 11,3 pontos, 5,3 rebotes e 4,3 assistências.
Em 30 de julho de 2022, os Nuggets anunciaram que Gillespie havia se submetido a uma cirurgia para reparar uma fratura na perna e que ficaria fora por tempo indeterminado.

## Estatísticas da carreira

### Universitário
| Ano      | Equipe    | PJ  | PT  | MPJ  | AP   | 3P   | LL   | RT  | AS  | BR  | TO | PPJ  |
| -------- | --------- | --- | --- | ---- | ---- | ---- | ---- | --- | --- | --- | -- | ---- |
| 2017–18  | Villanova | 32  | 1   | 14.4 | .452 | .394 | .800 | 1.3 | 1.1 | .6  | .1 | 4.3  |
| 2018–19  | Villanova | 35  | 35  | 29.4 | .409 | .379 | .839 | 2.4 | 2.8 | 1.1 | .1 | 10.9 |
| 2019–20  | Villanova | 31  | 31  | 34.1 | .406 | .357 | .817 | 3.7 | 4.5 | 1.2 | .1 | 15.1 |
| 2020–21  | Villanova | 20  | 20  | 33.4 | .428 | .376 | .833 | 3.3 | 4.6 | 1.0 | .0 | 14.0 |
| 2021–22  | Villanova | 38  | 38  | 34.2 | .434 | .415 | .905 | 3.8 | 3.2 | 1.0 | .0 | 15.6 |
| Carreira | Carreira  | 156 | 125 | 29.1 | .425 | .384 | .838 | 2.9 | 3.2 | .9  | .0 | 11.9 |

Fonte: